# 奧維亞奇克湖
27°53′N 109°55′W / 27.883°N 109.917°W

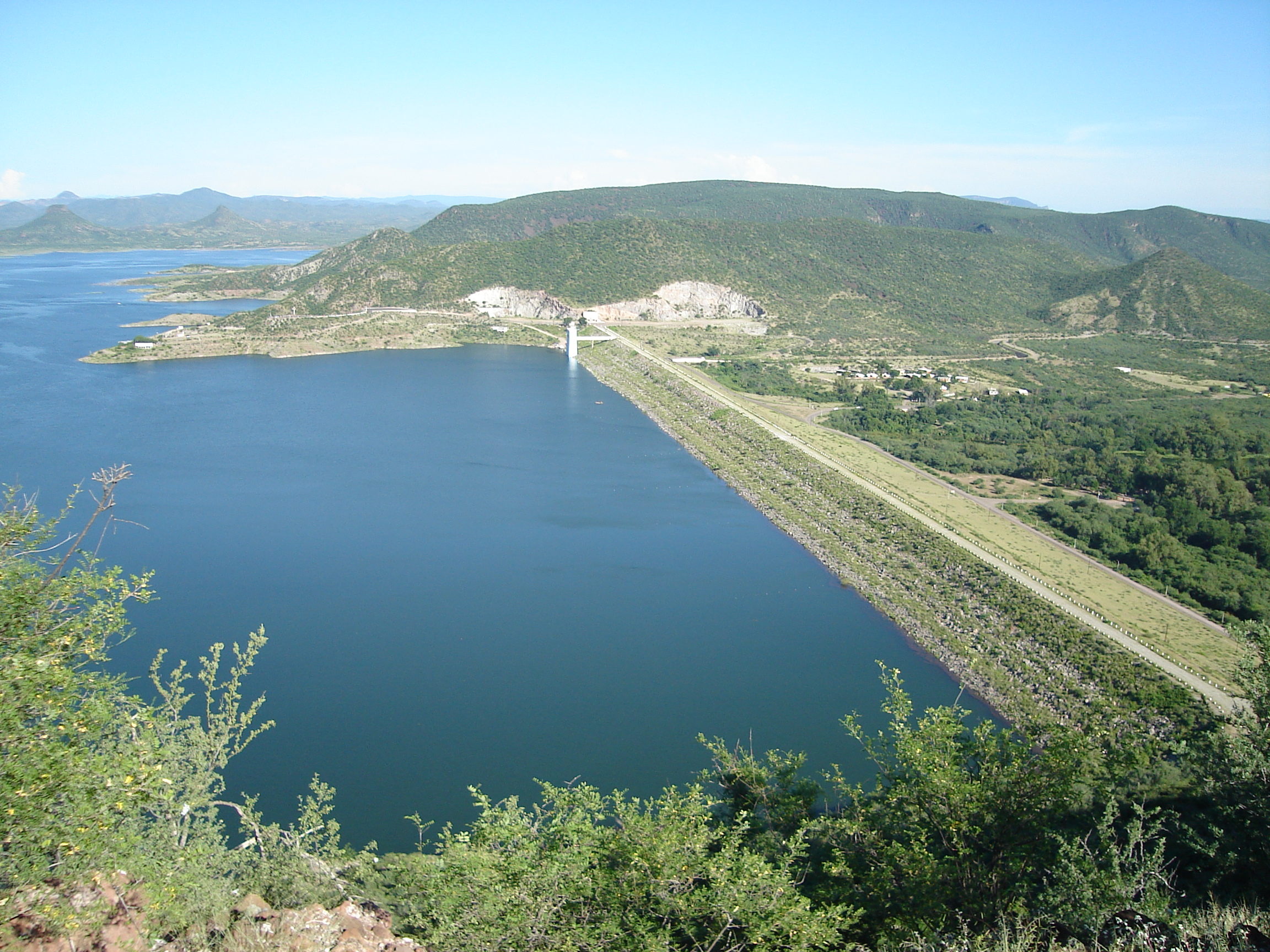
奧維亞奇克湖

奧維亞奇克湖（西班牙語：Presa Álvaro Obregón）是墨西哥的湖泊，位於西馬德雷山脈，屬於亞基河流域的一部分，長21公里、寬6.75公里，面積205平方公里，海拔高度57米，蓄水量30億立方米。

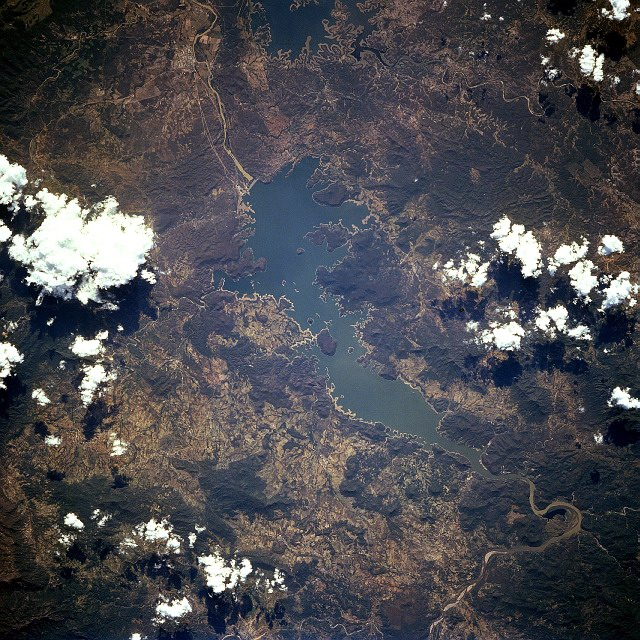
衛星圖